# ポカイア

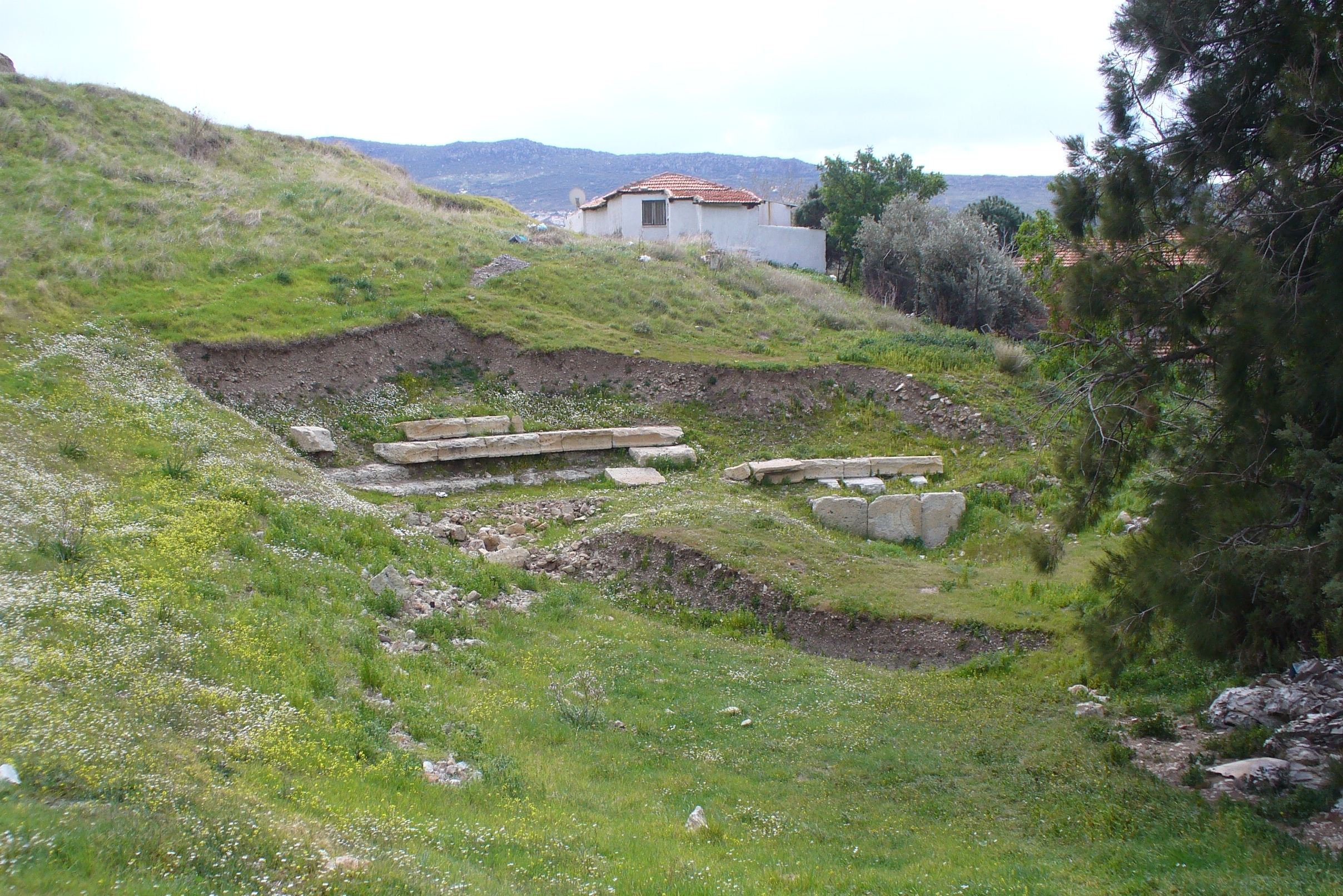
ポカイアの古代劇場の遺跡。

ポカイア（フォカエア, 古希: Φώκαια, Phōkaia, ラテン語: Phocaea）は、アナトリア半島西岸にあった古代ギリシア領イオニアの都市（現 トルコのフォチャ）。ギリシアの入植者は、ここから紀元前600年ころにはマッサリア（現 フランスのマルセイユ）、紀元前575年ころにはエンポリオン（現 スペイン・カタルーニャ地方のエンプリエス）、紀元前540年ころにはエレア（現 イタリア・カンパニア地方のヴェリア）といった植民地を建設した。
古代ギリシアの地理学者パウサニアスによると、アテナイがポーキス人にポカイアを建設させたとされる。その土地はアイオリスの都市であるキュメ人から譲られたものであり、最後のアテナイ王コルドスの血筋を引く者を王として受け入れることで、ポカイアはイオニア同盟に加盟を許された。現存する陶器から、紀元前9世紀にはまだアイオリス人がいたことは明らかで、イオニア人の入植は早くても紀元前9世紀の後半のことだろうと考えられている。
ヘロドトスによると、ポカイア人は航海術に優れ、地中海の各地に遠征を行った最初のギリシャ人で、アドリア海、エトルリア、スペインの海岸に到達した。さらにヘロドトスは、ポカイア人はタルテッソス（現スペイン、アンダルシア州）のアルガントニオス王に強い印象を与えたという。王はポカイア人たちにその地に定住するよう誘った。ポカイア人が辞退すると、町の城壁を作るためのたくさんの黄金を与えたとされる。
さらに南はおそらくエジプトにあったミレトスの人植民地ナウクラティスと交易し、北は黒海のアミソス（現サムスン）や、ヘレースポントス海峡（現ダーダネルス海峡）の北端ランプサクスへ植民したとされる。しかしポカイアの重要な植民地は西にあった。フランスのコルシカ島アレリア、マッサリア（現マルセイユ）、スペインのエンポリオン（現エンプリエス）などである。
ポカイアはリディア王クロイソスの統治期（紀元前560年 - 紀元前545年）までは他のイオニア諸都市同様、リディアの支配下にあったものの自治は維持していた。しかし、紀元前546年、ペルシアの大キュロスがリディアを滅ぼし、ポカイアはペルシアに支配されることになった。ペルシアに服従するのを嫌って、ポカイア人たちはキオス島に逃亡したり、地中海のコルシカなどの植民地に移民した。イタリアに植民地エレアを建設したのは、ちょうどこの頃（紀元前540年頃 ）のことである。やがて秩序が安定するにつれポカイアに帰還する者もいた。
紀元前500年に起きたイオニアの反乱にポカイアも加わった。紀元前494年、長い歴史の中で培われた航海術を買われてイオニア艦隊を率いてラデ沖の戦いに臨むことになった。しかし、このころポカイアは貧窮しておりイオニア都市国家連合艦隊353隻のうち、ポカイア艦は僅か3隻しかなかったとされる。イオニア艦隊は敗北し、それからまもなく反乱も幕を閉じた。
紀元前480年にペルシア王クセルクセス1世がギリシアに敗北し、アテナイが勢力を伸ばした。ポカイアはアテナイに2タラント貢いで、デロス同盟に加わった。しかし紀元前412年のペロポネソス戦争では、ポカイアは他のイオニア諸都市に逆らって、スパルタを応援した。
ヘレニズム期、ポカイアはセレウコス朝、続いてアッタロス朝ペルガモン王国に支配された。さらにローマ帝国、ビザンティン帝国、オスマン・トルコ帝国とアナトリア半島の支配者のもとにあった。ベネデット・ザッカリーア（ジェノヴァ提督。ビュザンティオン大使。1235年 - 1307年）はポカイアを支配して、かなりの財産を貯えた。
リディア人に続いて、ポカイア人はかなり早い時期から貨幣としてコインを作っていた。そのコインは銀と金（きん）を混ぜたエレクトラム（琥珀金）だった。大英博物館には、紀元前600年から紀元前500年の間に作られた、アザラシの描かれた（ギリシアではアザラシのことを phoca という）ポカイアのコインがある。